# Masdevallia bicornis
Masdevallia bicornis är en orkidéart som beskrevs av Carlyle August Luer. Masdevallia bicornis ingår i släktet Masdevallia och familjen orkidéer. Inga underarter finns listade i Catalogue of Life.